# Bohmte

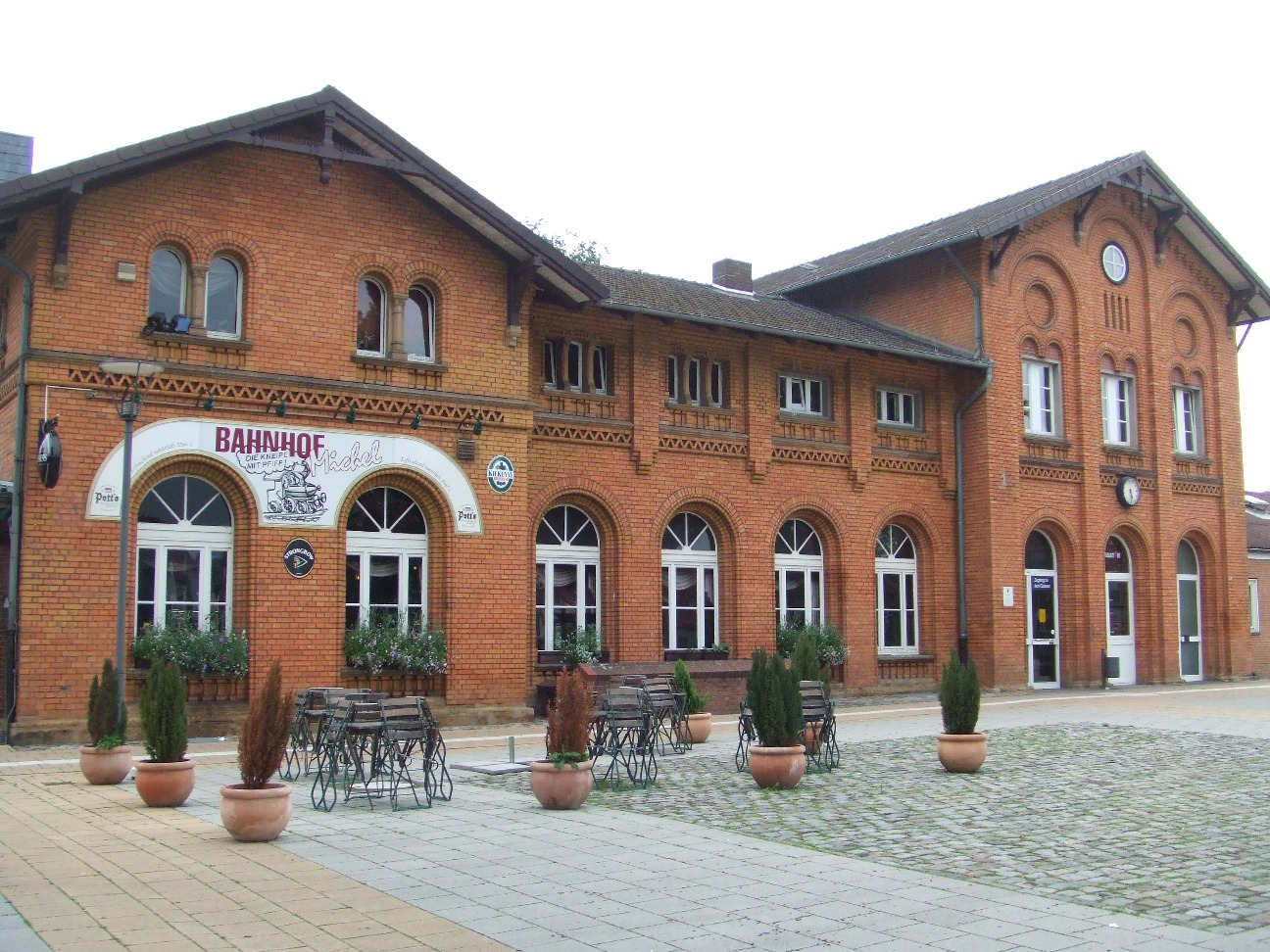
Nhà ga Bohmte

Bohmte là một đô thị của huyện Osnabrück, bang Niedersachsen, Đức. Đô thị này có diện tích 110,75 km². Đô thị này tọa lạc bên sông Hunte, cự ly khoảng 20 km về phía đông bắc của Osnabrück. Đô thị Bohmte ngày nay là kết quả cuộc cải cách năm 1972, khi các đô thị Bohmte, Herringhausen, Meyerhofen, Schwege, Stirpe-Oelingen và Welplage được sáp nhập.

## Kết nghĩa
- Gützkow, Ostvorpommern, Mecklenburg-Vorpommern
- Bolbec, Seine-Maritime, Pháp